# سرای کایا
سرای کایا (زاده ۴ فوریه ۱۹۹۱) یک هنرپیشه اهل ترکیه است که برای بازی در نقش لنا خاتون در سریال تاریخی موسس عثمان شناخته شده‌است.

## اوایل زندگی
سرای کایا در ۴ فوریه ۱۹۹۱ در استانبول ترکیه به دنیا آمد. در طول هر سال دبیرستان او تحصیلات خود را به عنوان هنرمند گریم دنبال کرد، پس از تحصیلات دبیرستانی، او در مرکز فرهنگ صدری آلیشیک ثبت نام کرد و در آنجا به اندازه کافی برای بازیگری آموزش دید.

## حرفه
سرای کایا حرفه بازیگری خود را در سال ۲۰۱۲ آغاز کرد، او در سریال خیابان آرام ظاهر شد و شخصیت رزان را به تصویر کشید. در سال ۲۰۱۴، او در سریال خانواده شوهر من ظاهر شد و شخصیت میرای را به تصویر کشید. او در سال ۲۰۱۶ در سریال به اندازه کافی لبخند بزنید نقش اصلی را داشت و شخصیت گل را به تصویر می‌کشید و در آناردال اوزیاغجیلار، آسلی بکیراوغلو، آوریم دوغان و دیگران به ایفای نقش پرداختند. او در سال ۲۰۱۷ در سریال زننقش اول را داشت و شخصیت شیرین ساریکادی را به تصویر می‌کشید. کایا اظهار داشته‌است که به دلیل به تصویر کشیدن یک شخصیت منفی در این سریال، در شبکه‌های اجتماعی مورد تنفر و توهین زیادی قرار گرفته‌است. در سال ۲۰۱۹، او اولین حضور سینمایی خود را در فیلم ترک‌ها می‌آیند شمشیر عدالت انجام داد و شخصیت ماریا را به تصویر کشید. در سال ۲۰۲۰، او در سریال داستانی تاریخی تأسیس: عثمان ظاهر شد و شخصیت لنا هاتون را به تصویر کشید.

## زندگی شخصی
حسن کایا، پدر سرای کایا، در ۳ فوریه ۲۰۱۹ به دلیل حمله قلبی، یک روز قبل از تولد ۲۸ سالگی او درگذشت. او مرگ پدرش را از طریق اینستاگرام اعلام کرد. در ژوئن ۲۰۲۰، مادربزرگ مادری کایا درگذشت. در سپتامبر ۲۰۲۰، کایا اعلام کرد که سرگیجه دارد. در ژوئن ۲۰۲۱، کایا در پاسخ به یک پرونده خشونت جنسی شامل دو قربانی ۷ و ۱۰ ساله اهل المالی، آنتالیا، اعلام کرد که در کودکی توسط پدر دوستش مورد آزار و اذیت قرار گرفته‌است و خواستار عدالت برای قربانیان شد.

## فیلم‌شناسی
| فیلم      | فیلم                      | فیلم           |
| سال       | یادداشت                   | نقش            |
| --------- | ------------------------- | -------------- |
| ۲۰۱۹      | ترک‌ها می‌آیند: شمشیر عدالت | ماریا          |
| تلویزیون  |                           |                |
| ۲۰۱۲      | خیابان آرام               | رزان           |
| ۲۰۱۴      | خانواده شوهرم             | میریا          |
| ۲۰۱۶      | فقط لبخند بزن             | گل سرخ         |
| ۲۰۱۷–۲۰۲۰ | زن                        | شیرین ساریکادی |
| ۲۰۲۰–۲۰۲۱ | موسس عثمان                | لنا خاتون      |
| ۲۰۲۱–     | زندانی                    | جمر اویسال     |
| ۲۰۲۲      | کمی روشنایی کوچک روز      | اسرا           |